# Estrella del Mar
El Estrella del Mar es un edificio ubicado en el puerto de Acapulco, Guerrero, en el sur de México, ubicado sobre la Avenida Costera Miguel Alemán de dicha ciudad.
Se convirtió en el edificio más alto de Acapulco, desde el año 1972 hasta 1994, año en que es desplazado por el Ocenic 2000. Actualmente es el segundo  más alto de Acapulco y del sur de México.

## La forma
- Mide 120 metros de altura incluye la espiral, y hasta el último piso mide 100 m, cuenta con 26 pisos y su uso es exclusivamente residencial. También en los primeros pisos cuenta con un hotel.

- Cuenta con 7 (ascensores), que son de alta velocidad, se mueven a una velocidad de 6.5 metros por segundo. Cabe destacar que fue el primer edificio en la ciudad en contar con elevadores de alta velocidad.

- El área total del edificio es de 35,000 m³ y de espacio útil de 15,600 m².

## Detalles importantes
- La construcción fue iniciada en abril de 1970 y fue terminado en 1972. El diseño, construcción y Nombre del mismo, estuvo a cargo del  Arquitecto.  Ricardo Vidales

- Cuenta con 150 habitaciones.

- El edificio está anclado a 30 metros de profundidad con 55 pilotes de concreto y acero, los materiales de construcción que se utilizaron en el edificio fueron: hormigón, concreto armado, vidrio en la mayor parte de su estructura, el edificio puede soportar un terremoto de 8.0 en la escala de Richter.

- Es considerado de los primeros edificios inteligentes de Acapulco junto con Oceanic 2000, Torre Coral.

## Datos clave
- Altura: 120 metros (incluye la espiral), 100 m hasta el último piso.
- Espacio de habitaciones: 35.000 m³.
- Pisos:  26 pisos.
- Condición: En uso
- Rango: 	
  - En México: 48.º lugar, 2011: 71.er lugar
  - En Acapulco: 3º lugar
  - En el Sur de México: 3º lugar